# Holacanthus
Holacanthus es un género de peces marinos de la familia Pomacanthidae.
Comúnmente se denominan peces ángel.

## Especies
El Registro Mundial de Especies Marinas reconoce las siguientes especies en el género, cuyo estado de conservación valora la Lista Roja de Especies Amenazadas:
- Holacanthus africanus Cadenat, 1951.  Estado: Preocupación menor
- Holacanthus bermudensis Goode, 1876.  Estado: Preocupación menor
- Holacanthus ciliaris (Linnaeus, 1758).  Estado: Preocupación menor
- Holacanthus clarionensis Gilbert, 1891.  Estado: Vulnerable D2
- Holacanthus isabelita (Jordan & Rutter, 1898)  Estado: No evaluado
- Holacanthus limbaughi Baldwin, 1963.  Estado: Casi amenazada
- Holacanthus passer Valenciennes, 1846.  Estado: Preocupación menor
- Holacanthus tricolor (Bloch, 1795).  Estado: Preocupación menor

## Galería

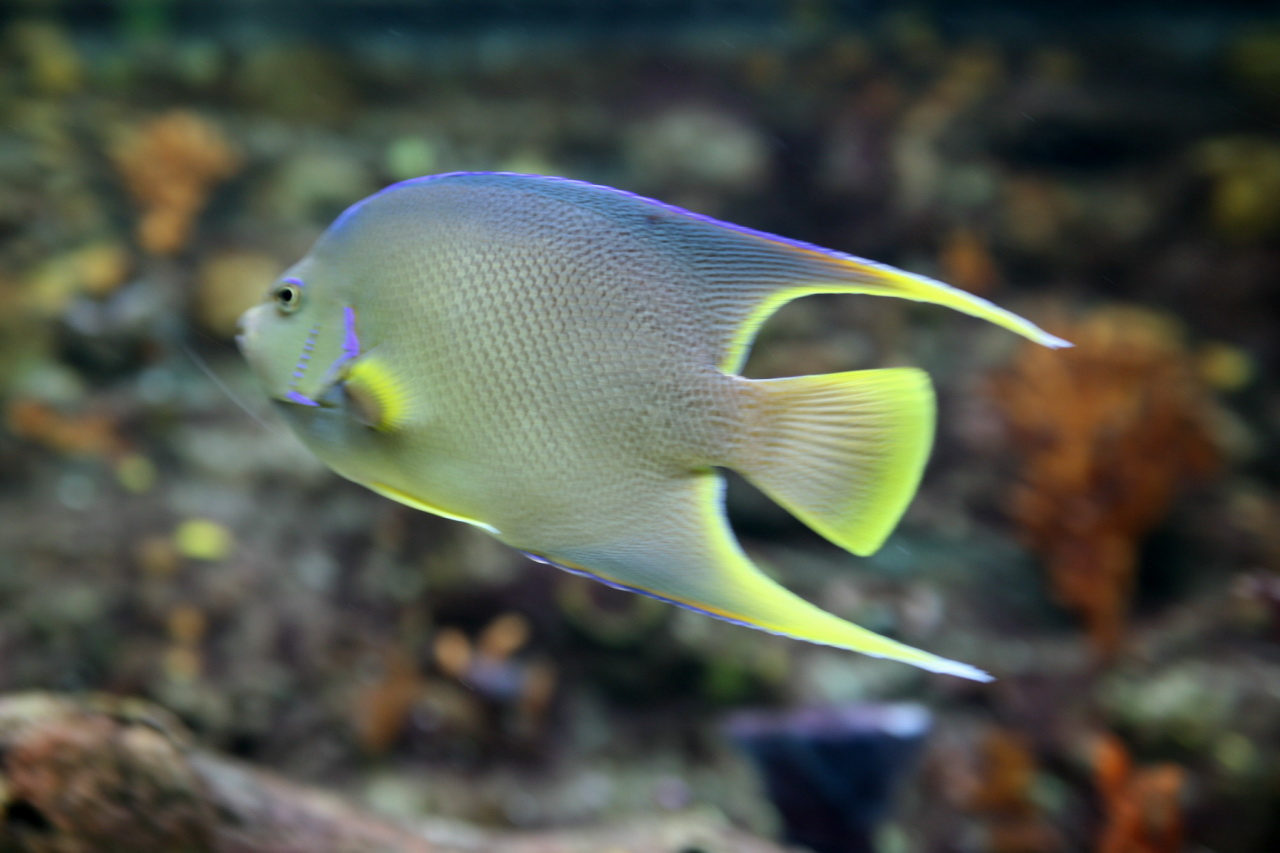
Holacanthus bermudensis
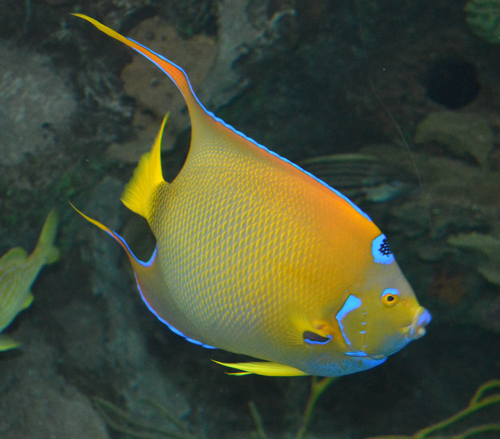
Holacanthus ciliaris
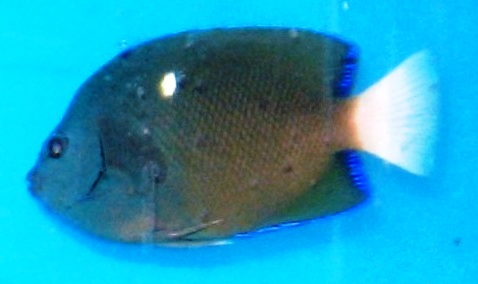
Holacanthus limbaughi
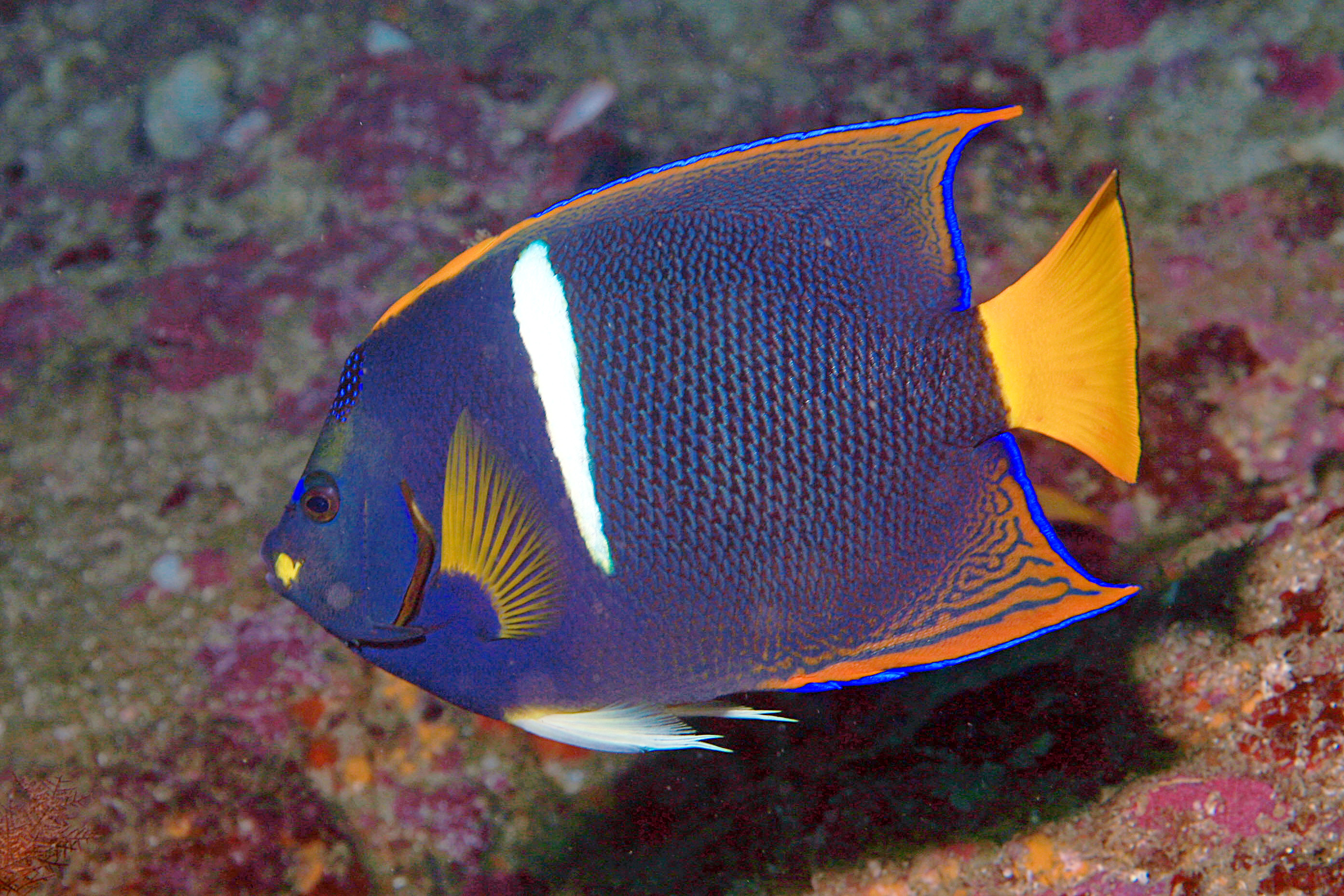
Holacanthus passer
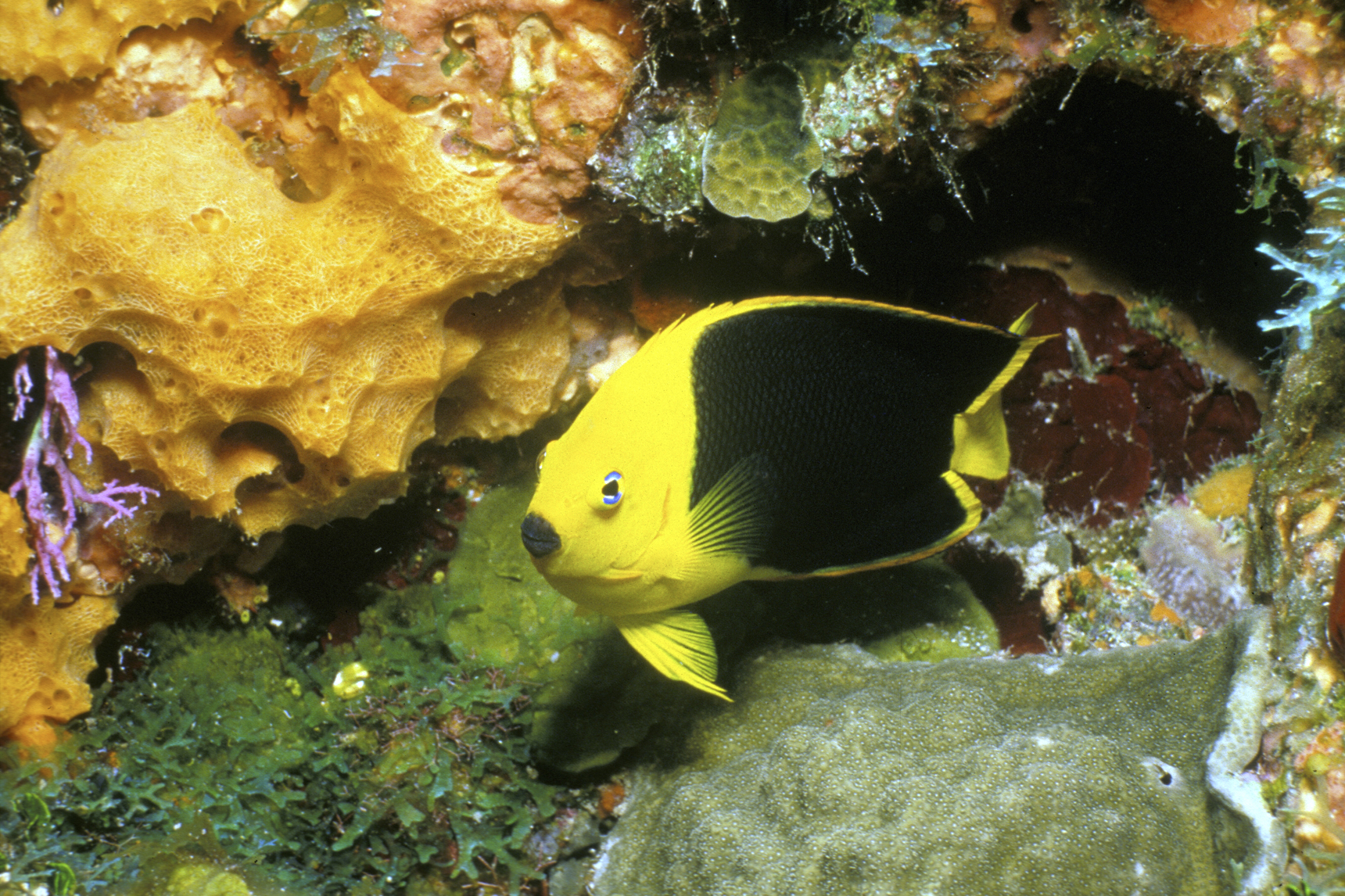
Holacanthus tricolor